# Jüdischer Friedhof (Harpstedt)

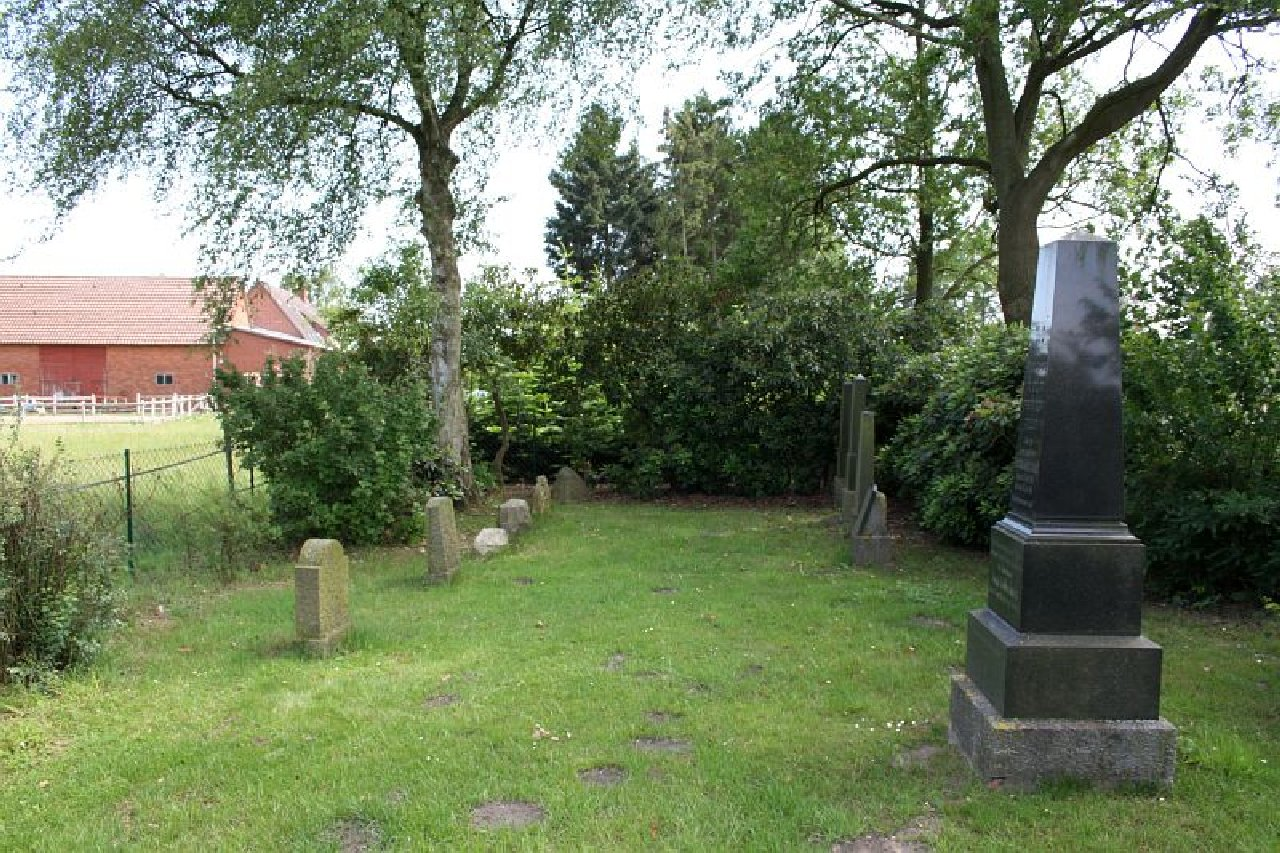
Jüdischer Friedhof Harpstedt

Der Jüdische Friedhof Harpstedt ist ein gut erhaltener jüdischer Friedhof in Harpstedt (Landkreis Oldenburg, Niedersachsen). Er ist ein geschütztes Kulturdenkmal.

## Beschreibung
Der circa 600 m² große Friedhof befindet sich westlich vom Ortskern von Harpstedt, nördlich der Wildeshauser Straße an der Straße „Zum Judenfriedhof“. Im Verhältnis zur Größe des Friedhofs befinden sich recht wenige Grabsteine darauf. Insgesamt sind elf sehr unterschiedlich gestaltete Grabsteine vorhanden. Sie legen – von der Größe und vom Material her – zum Teil Zeugnis ab von einem gewissen Wohlstand derjenigen, die dort begraben sind. Sieben Grabsteine bzw. deren Überreste kennzeichnen jüdische Grabstellen. Vier unbehauene Grabsteine aus Granit stehen für Einzelgräber aus der Zeit des Zweiten Weltkrieges für einen Zwangsarbeiter aus Polen, einen Kriegsgefangenen aus der Sowjetunion, einen Kriegsgefangenen aus Jugoslawien sowie für ein polnisches Zwangsarbeiterkind („Verschleppter“/„Kriegsgefangener“/„Kind“ – so die Aufschrift auf den Grabsteinen).
Außerdem befindet sich in der Nähe der Eingangspforte eine Gedenk-/Informations-Tafel. Es handelt sich um eine Bronzeplatte, die auf einem unbehauenen Granitstein festgeschraubt ist. Sie trägt die Namen von neun ehemaligen jüdischen Einwohnern Harpstedts, die zwischen 1872 und 1934 geboren wurden und in den Jahren 1942 bis 1945 nach Theresienstadt, Auschwitz, Minsk und Stutthof bei Danzig deportiert und dort umgebracht wurden. Die gleiche Bronzeplatte existiert noch einmal auf dem Gelände der Harpstedter Samtgemeindeverwaltung.

## Geschichte
Die Harpstedter Juden beerdigten ihre Toten seit 1711 auf dem jüdischen Friedhof der nahe gelegenen Stadt Wildeshausen. Der älteste identifizierbare Grabstein eines Harpstedter Juden dort datiert aus dem Jahr 1800. Im Jahr 1907 erwarb Iwan Goldschmidt westlich des Fleckens Harpstedt ein Friedhofsgrundstück, auf dem zwischen 1910 und 1937 sieben Beerdigungen stattfanden. Nach dem Zweiten Weltkriege wurde der jüdische Friedhof wieder instand gesetzt.

## Schändungen und Zerstörungen
Auf dem Harpstedter jüdischen Friedhof haben Schändungen stattgefunden. In den einschlägigen Veröffentlichungen wird von einer Friedhofsschändung am 11. November 1994 (mit der Angabe: „Täter vermutlich NS“) berichtet (Diamant, S. 76; Quelle: BdI v. 16. Februar 1995). So fehlt an einem Grabstein eine Inschriftenplatte; alle anderen Grabsteine sind unversehrt.